# Praha-východ (předávací nádraží)
Předávací nádraží Praha-východ či Východní nádraží byla označení pro nákladovou železniční dopravnu, která byla centrem sítě železničních vleček v Praze-Vysočanech, vybudované roku 1965. Provoz na navazujících vlečkách již v průběhu 90. let 20. století zanikl a prostorem bývalé dopravny prochází od roku 2010 cyklostezka Rokytka, která vznikla na tělese hlavní části vlečky ČKD Lokomotivka.

## Historie
Oblast Vysočan a přilehlých částí Libně a Hloubětína v údolí Rokytky byly tradiční průmyslovou zónou, zejména zdejší závody ČKD v 60. letech 20. století byly silně vytížené. Počínaje rokem 1870 postupně vznikly tři vlečky  z nádraží Praha-Libeň (horní) do továren při Českomoravské ulici, při hranici Libně a Vysočan. Na druhé straně Vysočan vznikly vlečky od vysočanského nádraží do pozdějších závodů ČKD Trakce a ČKD Elektrotechnika. Vlečka do ČKD Lokomotivka, úrovňově přecházející Českomoravskou ulici, neúnosně omezovala městskou dopravu. Proto byla v roce 1965 jako její náhrada zřízena nová vlečka, která vedla z výtažné koleje           v ranžíru libeňského horního nádraží a přes přemostění Poděbradské ulice v Hloubětíně zaúsťovala do předávacího Východního nádraží (nádraží Praha-východ), do nějž byly zaústěny vlečky ČKD Kompresory         a ČKD Lokomotivka, vysočanské spalovny, továrny Praga a několika dalších závodů ČKD z okolí Kolbenovy ulice (ČKD Elektrotechnika, ČKD Trakce, ČKD Slévárny). Barvy a laky, Spofa, Tebas aj.
Nádraží bylo projektováno na obrat 400 vozů denně. Souběžně s nádražím vedla, oddělená plotem, zkušební kolej ČKD Lokomotivka. Nádraží bylo orientováno východozápadním směrem, souběžně s Poděbradskou ulicí. Vlečkový systém ČKD Trakce a ČKD Elektrotechnika byl napojen z východního zhlaví, ČKD Lokomotivka  a ČKD Kompresory ze západního zhlaví po přemostění Freyovy (tehdy Klímovy) ulice, vlečka do spalovny odbočovala na jih v úrovni nádraží.
Po roce 1990 se těžký průmysl dostal do útlumu a původní industriální zóna začala být postupně od západu přeměňována v obytnou, administrativní a komerčně-společenskou čtvrť. Časem zanikl i provoz na železniční vlečce včetně předávacího nádraží.[kdy?] Většina zdejších továren v 90. letech zanikla, do roku 2003 sloužila část vlečky pro obsluhu skladů, ještě na několik let (nejméně do roku 2006) byl obnoven sklonově náročný krátký úsek z nádraží Praha-Vysočany ke kovovýrobě v areálu ČKD, protože od Východního i libeňského nádraží už byla vlečka odříznuta, a z nádraží Praha-Libeň do areálu firmy GJW.Všechny koleje a vlečky byly až na výjimky vytrhány v letech 2004–2006.

## Rozvoj území po zrušení nádraží
Zastupitelstvo hlavního města Prahy schválilo 20. října 2005 změnu územního plánu vlny 05 č. 740, která v této oblasti odstranila tzv. velké rozvojové území Vysočany a stanovila využití území jako obytně-rekreační zóny.      V letech 2008–2010 byla v místech vlečky a předávacího nádraží vybudována cyklostezka Rokytka.
Roku 2001 pozemky bývalého nádraží včetně přilehlé zahrádkářské osady apod. získala developerská společnost BCD Group ve spolupráci s Broomwell Developments a roku 2006 zde zahájila výstavbu bytového komplexu Nad Rokytkou. První etapa (Zahrady nad Rokytkou) byla dokončena roku 2008, druhá etapa (Dvůr Nad Rokytkou) kolem roku 2010, následně třetí etapa (Rezidence nad Rokytkou), v červnu 2016 byla dokončena 4. etapa (Zahrady nad Rokytkou II). Oblasti výstavby 5., 6., 9., a 10. etapy se nacházejí mimo plochu bývalého nádraží. 7. a 8. etapa mají postupovat po jižní straně cyklostezky směrem od Freyovy ulice.

## Současnost
V současné době (2020) se dá nalézt mnoho pozůstatků v okolí bývalého nádraží a vleček. Vedle cyklostezky těsně před mostem přes Freyovu ulici se na levé straně nachází asi 30 metrový úsek vzorně seřazených pražců. Od konce bytových komplexů se na levé straně vedle cyklostezky až k mostu se dá spatřit dochovaný násep se zbytky drážních lamp. Po mostu přes Freyovu ulici, kde vlečka vstoupila do areálu ČKD Kompresory se nachází 3 slepé do asfaltu zalité koleje. V úseku od mostu přes Poděbradskou ulici až do Libeňského nádraží se dochovalo velmi málo. V ulici u Elektry v místě bývalého přejezdu se pod vrstvou štěrku dají nalézt zalité koleje. Posledním jediným pozůstatkem v tomto úseku se nachází cca 50 metrů před bývalým přejezdem je výstražná značka blížící se přejezdu s 50 metrovým varováním. V úseku od Východního nádraží směr ČKD Slévárny se nezachovalo taktéž téměř nic, jelikož tam od roku 2017 stojí nová bytová výstavba. V areálu Pepsi Coly, do které do roku 2006 vedla vlečka se nachází pozůstatků nejvíce. V areálu si lze všimnout drážních lamp v zachovalém stavu. Dále se tam nachází i slepá kolej s nefunkčním zarážedlem. V úseku od Pepsi Coly pod mostem přes Kolbenovu ulici směr ČKD se nezachovalo nic jelikož byl úsek před několika lety vybagrován.       V areálu ČKD se také moc pozůstatků nezachovalo jelikož areál ČKD Slévárny byl v roce 2018 srovnán se zemi. Úsek vlečky od Pepsi Coly do automobily Praga je také nepatrný a v roce 2020 se nedá nalézt nic, jelikož Praga je aktuálně asanována.